# Moračnik
Koordinati:   42°47′48″N, 17°24′02″E
Moračnik je majhen nenaseljen otoček v Jadranskem morju. Pripada Hrvaški.
Moračnik leži v Narodnem parku Mljet vzhodno od naselja Polače na otoku Mljetu pred vhodom  v zaliv Luka Polače. Od naselja Polače je oddaljen okoli 2 km. Površina otočka meri 0,234 km². Dolžina obalnega pasu meri 2,73 km. Najvišji vrh je visok 75 mnm.